# Scedella spiloptera
Scedella spiloptera är en tvåvingeart som först beskrevs av Mario Bezzi 1913.  Scedella spiloptera ingår i släktet Scedella och familjen borrflugor. Inga underarter finns listade i Catalogue of Life.